# Ciudadela (monument)
Ciudadela är ett monument i Spanien.   Det ligger i provinsen Provincia de Huesca och regionen Aragonien, i den nordöstra delen av landet, 400 km nordost om huvudstaden Madrid. Ciudadela ligger 825 meter över havet.
Terrängen runt Ciudadela är kuperad.Runt Ciudadela är det ganska glesbefolkat, med 26 invånare per kvadratkilometer. Närmaste större samhälle är Jaca, 0,43 km sydost om Ciudadela. Trakten runt Ciudadela består till största delen av jordbruksmark.